# Pierre Didy Tchakounté
Pierre Didy Tchakounté est un artiste camerounais spécialiste du mangambeu. Il a connu ses années de gloire dans les années 1970 et 1980.

## Biographie

### Enfance, éducation et débuts
Pierre Didy Tchakounté naît en 1950 à Douala.

### Carrière
Son personnage est interprété dans le film Suicides où sa musique est utilisée.